# Coroebus (häst)
Coroebus, född 19 mars 2019, död 4 september 2022, var ett engelskt fullblod, mest känd för att ha segrat i 2000 Guineas (2022).

## Bakgrund
Coroebus var en brun hingst efter Dubawi och under First Victory (efter Teofilo). Han föddes upp och ägdes av Godolphin Racing. Han tränades under tävlingskarriären av Charlie Appleby.

## Karriär
Coroebus tävlade mellan 2021 och 2022 och sprang in 652 114 dollar på 7 starter, varav 4 segrar och 1 andraplats. Han tog karriärens största segrar i Autumn Stakes (2021), 2000 Guineas (2022) och St James's Palace Stakes (2022).
Han inledde sin karriär väldigt lovande, då han under 2021 segrade i två av tre starter, bland annat Autumn Stakes. Under säsongen 2022 tog han karriärens största seger i 2000 Guineas, och segrade även i St James's Palace Stakes. Den 4 september 2022 startade han i Prix du Moulin de Longchamp på Longchamp, där han föll under löpet och blev tvungen att avlivas.